# 帕拉戈米納斯

帕拉戈米納斯在帕拉州的位置

帕拉戈米納斯（葡萄牙語：Paragominas），是巴西的城鎮，位於該國北部，由帕拉州負責管轄，始建於1965年1月23日，面積19,310平方公里，海拔高度90米，2014年人口105,417，人口密度每平方公里5.46人。